# St. Peter und Paul (Schwerstedt)

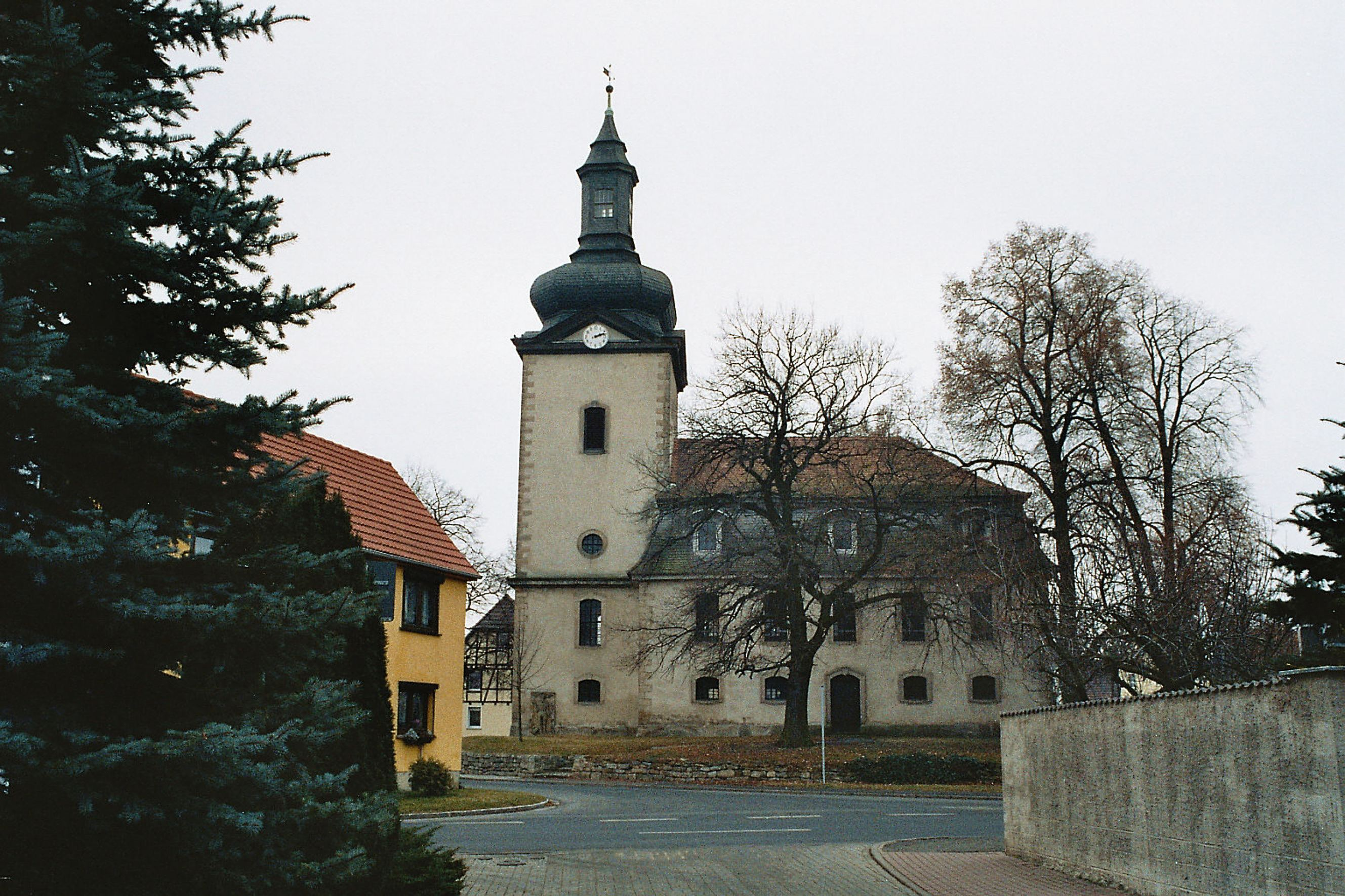
St. Peter und Paul

Die evangelische Dorfkirche St. Peter und Paul steht im Ortsteil Schwerstedt der Landgemeinde Am Ettersberg im Landkreis Weimarer Land in Thüringen.

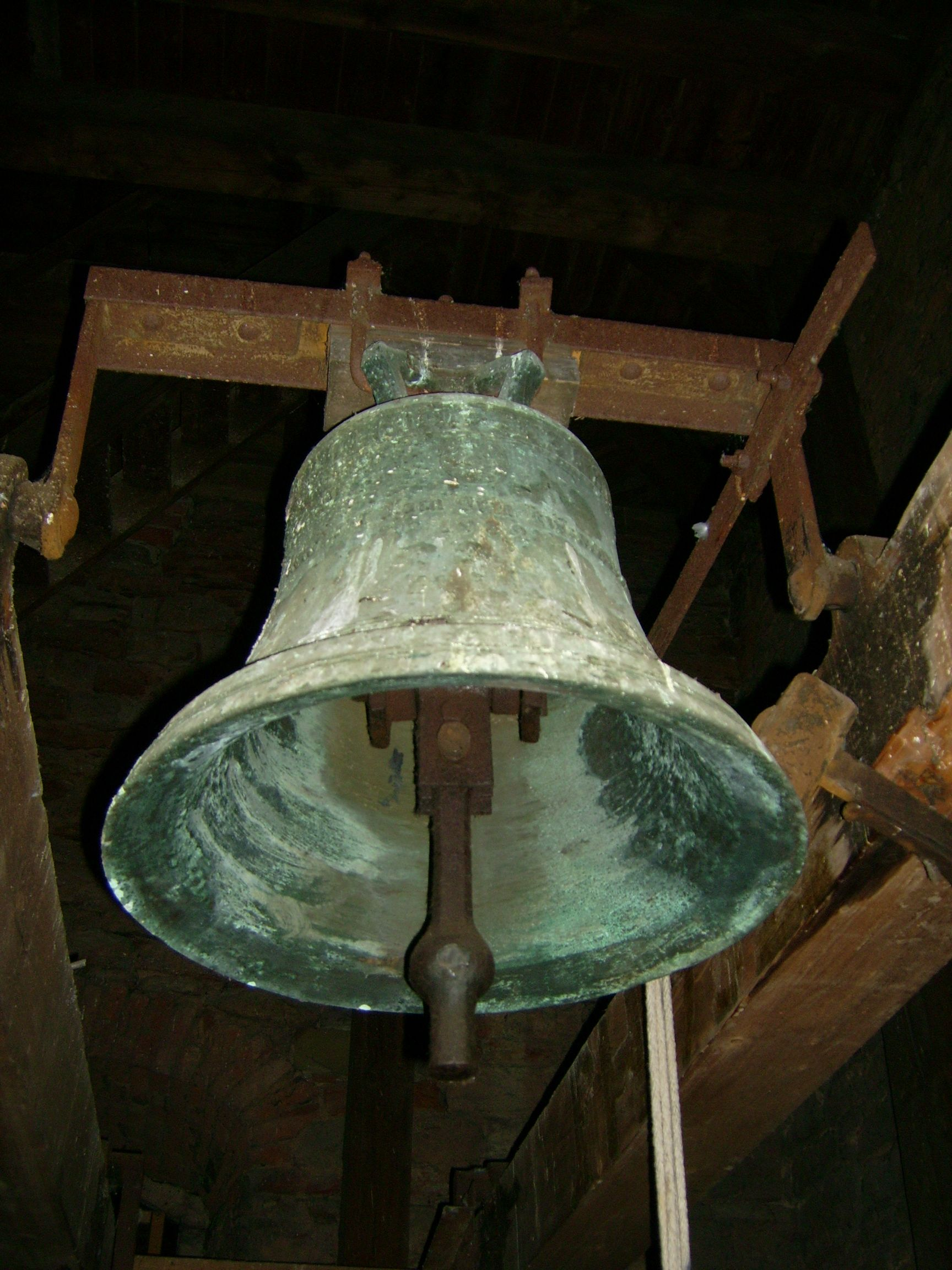
Die letzte Glocke

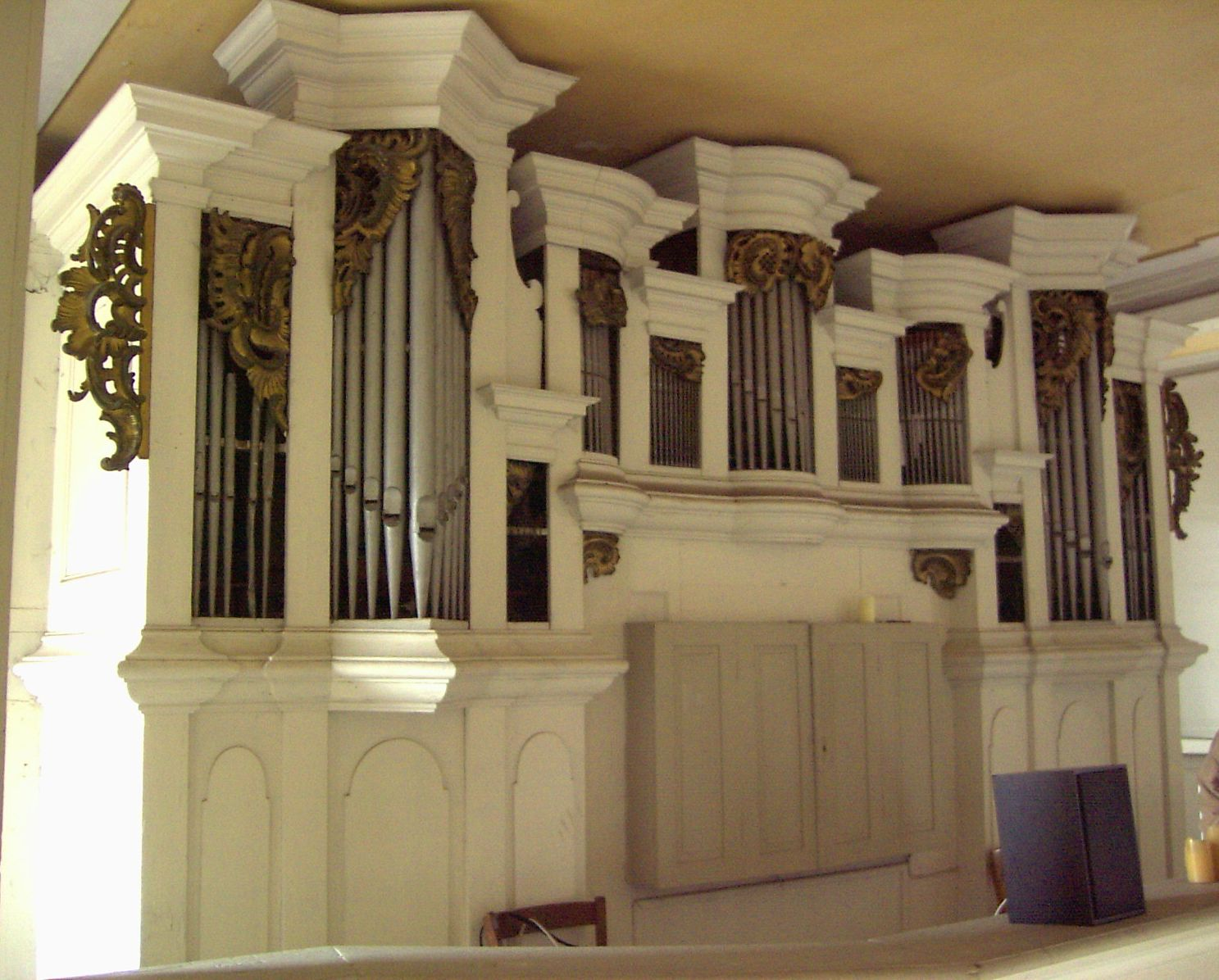
Orgelprospekt

## Lage
Die Dorfkirche liegt umgeben mit alten Bäumen zentral im Dorf, durch das einst die Via Regia führte.

## Geschichte
Schon 802 ist eine Kapelle aus Holz in Schwerstedt nachweisbar. Sie wurde 1150 durch eine Kapelle aus Stein und 1450 durch eine Kirche mit Turm ersetzt. 1765 wurde der Turm abgerissen und zwischen 1766 und 1772 die heutige Kirche gebaut. Die flachgedeckte klassizistische Emporenhalle ist sehr geräumig und besitzt einen großen Chorraum. Die Räumlichkeiten sind weiß geputzt oder gestrichen. Die Rechteckpfeiler haben einfache Kapitelle unter beiden Emporengeschossen und an der Decke. Goldene Rokokoornamente verzieren die Kanzel aus dem Jahr 1735. Das Taufgestell wurde 1740 angeschafft.
1932 brannte die Kirche mit schwerwiegenden Folgen, u. a. dem Verlust der Glocken. Franz Schilling Söhne (Apolda) gossen im gleichen Jahr die Bronzeglocken Nr. 12215, Nr. 12216 und Nr. 12217. Nur die kleinste ist davon heute noch vorhanden. Auf ihr ist zu lesen: /Aus des Krieges grosser Not fuehre zum Frieden uns, o Gott//Erneuert nach dem Kirchenbrande,//1932//.
Von der Orgel von Johann Friedrich Schulze (Paulinzella) aus dem Jahr 1834 ist nur noch der Prospekt erhalten.
1978 wurde in einer der Emporen ein Gemeinderaum eingebaut. Zwischen 1982 und 1998 wurden umfangreiche Restaurierungen vorgenommen.